# Сілвіньйо
Сілвіо Мендес Кампос Жуніор (порт. Sylvio Mendes Campos Júnior; більш відомий як Сілвіньйо порт. Sylvinho, нар. 12 квітня 1974, Сан-Паулу) — бразильський футболіст, що грав на позиції захисника. По завершенні ігрової кар'єри — тренер, з 2 січня 2023 року очолює національну збірну Албанії.
Триразовий переможець Ліги Пауліста. Володар кубка Бразилії, Суперкубка Англії, Кубка Іспанії. Триразовий чемпіон Іспанії. Дворазовий переможець Ліги чемпіонів УЄФА.

## Клубна кар'єра
У дорослому футболі дебютував 1994 року виступами за команду клубу «Корінтіанс», в якій провів п'ять сезонів, взявши участь у 136 матчах чемпіонату. Більшість часу, проведеного у складі «Корінтіанс», був основним гравцем захисту команди.
Згодом з 1999 по 2004 рік грав у складі клубів «Арсенал» та «Сельта».
Своєю грою за останню команду привернув увагу представників тренерського штабу «Барселони», до складу якої приєднався 2004 року. Відіграв за каталонський клуб наступні п'ять сезонів своєї ігрової кар'єри. За цей час тричі виборював титул чемпіона Іспанії, ставав володарем кубка Іспанії та переможцем Ліги чемпіонів УЄФА (двічі).
Завершив професійну ігрову кар'єру в клубі «Манчестер Сіті», де виступав протягом 2009—2010 років.

## Виступи за збірну
2000 року дебютував в офіційних матчах у складі національної збірної Бразилії. Протягом кар'єри у національній команді, яка тривала усього 2 роки, провів у формі головної команди країни 6 матчів.
У складі збірної був учасником розіграшу Золотого кубка КОНКАКАФ 1998 року в США, на якому команда здобула бронзові нагороди.

## Кар'єра тренера
Розпочав тренерську кар'єру невдовзі по завершенні кар'єри гравця, 2011 року, увійшовши до тренерського штабу клубу «Крузейру».
У подальшому входив до тренерських штабів клубів «Спорт Ресіфі», «Наутіко Капібарібе» та «Корінтіанс».
З 2014 до 2016 був технічним асистентом тренера клубу «Інтернаціонале».
У 2016 став помічником головного тренера збірної Бразилії, а з квітня 2019 став головним тренером олімпійської збірної Бразилії.
У травні 2019 він залишив ці посади та підписав дворічний контракт на посаду головного тренера французького «Ліона». Після невдалого початку сезону (14-те місце після 9 матчів з 9 очками, лише 1 очко від останнього місця) 7 жовтня 2019 Сільвіньйо відправили у відставку.
У 2021 році був призначений головним тренером «Корінтіанса», де починав свою футбольну кар'єру в 1994 році.

## Титули і досягнення
- Переможець Ліги Пауліста: 1995, 1997, 1999
- Володар Кубка Бразилії: 1995
- Бронзовий призер Золотого кубка КОНКАКАФ: 1998
- Чемпіон Бразилії: 1998
- Володар Суперкубка Англії: 1999
- Чемпіон Іспанії: 2004–05, 2005–06, 2008–09
- Володар кубка Іспанії: 2008–09
- Володар Суперкубка Іспанії: 2005, 2006
- Переможець Ліги чемпіонів УЄФА: 2005–06, 2008–09